# Phaegorista prouti
Phaegorista prouti is een vlinder uit de familie spinneruilen (Erebidae). De wetenschappelijke naam is voor het eerst geldig gepubliceerd in 1921 door Joicey & Talbot.
De soort komt voor in tropisch Afrika.